# André Marc
André Marc' (1892-1961) foi um filósofo jesuíta belga. Ele lecionou no Instituto Católico de Paris.

## Vida e pensamento
Marc era um filósofo tomista atento às questões e problemas da filosofia moderna e contemporânea. Ele influenciou os jesuítas contemporâneos, especialmente o Papa Francisco.
Methol Ferré destacou os trabalhos de André Marc - Dialectique de l'agir (1954) e Méthode et Dialectique (1956) - "mais que a dialética hegeliana", e o texto no qual "a ontologia dialética tomista do ser [é] magnificamente desenvolvido".

## Principais trabalhos
- L'idée de l'être chez s. Thomas et dans la Scholastique postérieure (1933);
- Psychologie réflexive (2 vols., 1949);
- Dialectique de l'agir (1954)
- Raison philosophique et religion révélée (1955);
- Méthode et Dialectique (1956)
- L'être et l'esprit (1958);
- De l'actualité historique (1960)
- Raison et conversion chrétienne (1961).
- El ser y el espiritu (1963)
- Dialéctique de la Afirmación (1964).